# 李孟晊
李孟晊（1446年—？），字時泰，河南開封府睢州人，明朝政治人物。同進士出身。

## 生平
河南鄉試第十一名。成化八年（1472年）壬辰科會試第四十九名，殿試登進士第三甲第一百零八名。授行人司行人，擢監察御史。

## 家族
曾祖李景春。祖父李郁。父李斌，曾任縣丞。